# Чино-Гіллс (Каліфорнія)
Чино-Гіллс (англ. Chino Hills) — місто (англ. city) в США, в окрузі Сан-Бернардіно штату Каліфорнія. Населення — 78 411 особа (2020).

## Географія
Чино-Гіллс розташоване за координатами 33°56′34″ пн. ш. 117°43′33″ зх. д. / 33.94278° пн. ш. 117.72583° зх. д. (33.942800, -117.725715).  За даними Бюро перепису населення США в 2010 році місто мало площу 115,90 км², з яких 115,72 км² — суходіл та 0,18 км² — водойми.

## Демографія
Згідно з переписом 2010 року, у місті мешкало 74 799 осіб у 22 941 домогосподарстві у складі 19 322 родин. Густота населення становила 645 осіб/км².  Було 23617 помешкань (204/км²).
Расовий склад населення:
| - 50,8 % — білих - 30,3 % — азіатів - 4,6 % — чорних або афроамериканців - 0,5 % — корінних американців - 0,2 % — вихідців з тихоокеанських островів - 8,7 % — осіб інших рас |

До двох чи більше рас належало 4,9 %. Частка іспаномовних становила 29,1 % від усіх жителів.
За віковим діапазоном населення розподілялося таким чином: 27,1 % — особи молодші 18 років, 65,9 % — особи у віці 18—64 років, 7,0 % — особи у віці 65 років та старші. Медіана віку мешканця становила 36,6 року. На 100 осіб жіночої статі у місті припадало 97,7 чоловіків;  на 100 жінок у віці від 18 років та старших — 94,7 чоловіків також старших 18 років.
Середній дохід на одне домашнє господарство  становив 112 295 доларів США (медіана — 96 914), а середній дохід на одну сім'ю — 121 253 долари (медіана — 104 230). Медіана доходів становила 72 012 долари для чоловіків та 55 889 доларів для жінок. За межею бідності перебувало 6,5 % осіб, у тому числі 7,6 % дітей у віці до 18 років та 2,8 % осіб у віці 65 років та старших.
Цивільне працевлаштоване населення становило 37 943 особи. Основні галузі зайнятості: освіта, охорона здоров'я та соціальна допомога — 23,2 %, науковці, спеціалісти, менеджери — 11,7 %, роздрібна торгівля — 11,0 %, виробництво — 10,6 %.